# 曾如春
曾如春（1538年—1603年），原名曾如南，字仁祥，號景默，江西撫州府臨川縣人，民籍，明朝政治人物。

## 生平
嘉靖三十七年（1558年）戊午科江西乡试二十七名，四十四年（1565年）乙丑科会试二百四十名，廷试三甲二百五十七名進士。都察院观政，四十五年六月授行人司行人，隆慶三年（1569年）闰六月升刑部河南司主事，五年六月调礼部，六年正月升员外郎，八月升儀制司郎中，万历元年（1573年）二月养病，四年二月復除本部，五年正月升庐州知府，六年八月调繁松江府知府，六年十二月母袁氏去世，七年二月归乡丁忧。九年十二月復除庐州府，丁忧。十三年八月復除金华府，十五年十二月升湖广按察司副使，十九年二月升陕西右参政，二十年九月升本省按察使，备兵巩昌道，二十三年四月升任浙江右布政使，二十五年五月升本省左布政，二十六年（1598年）升为都察院右副都御史、巡抚河南，三十年（1602年）三月升工部右侍郎兼都察院右佥都御史、总理河道提督军务，萬曆三十一年（1603年）四月卒于任。

## 遺跡
撫州城西隅有“总督河洛坊”。

## 家族
曾祖父曾時諒；祖父曾昻，號默斋，潮陽縣丞，以子曾佩贈監察御史；父曾仕，監生，累封礼部祠祭司员外郎。母袁氏（1516年-1578年），累封宜人。從兄如京（监生）、從弟如壹，俱庠生；曾如闽（监生）、曾如海（进士、知县）、如幹（庠生）、如翰（监生）。
同母兄曾如衢，嘉靖辛酉举人；弟曾如川，號志默，萬曆癸酉舉人、刑部员外、雲南參議；曾如阜、曾如衛，俱庠生。